# Jack Ryan (Tom Clancy)
Jack Ryan (nombre completo John Patrick Ryan, Ph.D., Lt. USMC (ret.), KCVO) es un personaje irlandés-estadounidense ficticio creado por Tom Clancy y que aparece en la gran mayoría de sus novelas. Aunque se le otorgó una orden caballeresca honoraria por la reina Isabel II, no se le adjunta el prefijo «Sir» debido a que continúa siendo un ciudadano estadounidense.

## Biografía

### Historia preliminar
John Patrick Ryan nació en 1950 según se puede establecer en los libros Juegos de patriotas y en Red Rabbit. Es hijo de Emmet William Ryan, un teniente de policía de la sección de homicidios del Departamento de Policía de Baltimore y un veterano de la Segunda Guerra Mundial. Ryan padre sirvió con la 101.ª División Aerotransportada en la batalla de las Ardenas. Su madre es Catherine Burke Ryan y era una enfermera.
Luego de graduarse de la secundaria Loyola Blakefield en Towson, Maryland, Jack asistió al Boston College donde se graduó y obtuvo un título de Bachelor of Arts en economía. Además ingreso al cuerpo de Infantería de marina de los Estados Unidos donde obtuvo el grado de Segundo Teniente. Mientras esperaba a ser asignado por la marina en algún lugar, aprobó el examen de CPA (Certified Public Accountant). Luego de finalizar el Curso Básico de Oficiales en Quantico, Virginia, Jack fue destacado en una unidad como comandante de pelotón en el USS Guam. Tres meses después su carrera militar tuvo un final abrupto a la edad de 23 años, cuando como parte de la Fuerza Marina de la Flota Atlántica, su helicóptero de pelotón, un CH-46, se estrelló durante un ejercicio de la OTAN sobre la isla de Creta. La espalda de Ryan sufrió lesiones severas. Desafortunadamente, los cirujanos del Centro Médico Naval de Bethesda (Maryland), hicieron intervenciones inadecuadas a su espalda.
Esto le ocasionó a Ryan un lento proceso de recuperación (durante el cual se volvió adicto a los medicamentos analgésicos), después del cual, con todo y una discapacidad permanente, salió de la Marina, pasó su examen como corredor de bolsa y tomó un trabajo en la oficina de Baltimore de la firma de inversiones Merrill Lynch. Los padres de Jack murieron en un accidente aéreo en el aeropuerto de Chicago Midway solamente 19 meses después de su propio accidente. Jack desarrolló un miedo a volar que persistió por años.
Jack comenzó a invertir su propio dinero, aprovechándose de una información que recibió de un tío suyo que se refería a la adquisición por parte de sus propios empleados de la empresa Chicago and North Western Railroad, haciendo aproximadamente $6 millones de los $100.000 que invirtió. Tuvo tanto éxito, que un vicepresidente de su firma de inversiones, Joe Muller, fue a Baltimore a cenar con Jack, con la intención de invitar a Jack a las oficinas centrales de la compañía en Nueva York. Con él estaba su hija, Caroline Muller, en aquel entonces una estudiante avanzada de medicina en la Escuela de Medicina de la Universidad Johns Hopkins. Jack y Caroline (Cathy) se enamoraron inmediatamente y se comprometieron. Una noche, mientras cenaba con su prometida, Jack sufrió un serio problema en su espalda. Cathy lo llevó directamente donde el doctor Samuel Rosen, profesor de neurocirugía en Johns Hopkins, para que lo evaluara. El Sr. Rosen posteriormente operó a Jack y curó sus problemas de dolores de espalda. Jack posteriormente convenció al gobierno para que no le enviaran más cheques por discapacidad. Cathy se convirtió en una cirujana oftálmica en el Wilmer Eye Institute de la Escuela de Medicina de la Universidad Johns Hopkins y profesora de Cirugía en Johns Hopkins.
Luego de haber acumulado una fortuna calculada en $8 millones, Jack abandonó la firma luego de 4 años y se matriculó en la Universidad de Georgetown para cursar su doctorado en historia. Jack hizo un breve trabajo para el Center for Strategic and International Studies, y luego aceptó un trabajo en la Academia Naval de los Estados Unidos en Annapolis, Maryland como profesor de historia.

### Primer trabajo en la CIA
Siguiendo una recomendación del Padre Tim O'Riley (un profesor de la Universidad de Georgetown) de un contacto en la CIA, se le ofreció a Jack una posición como consultor externo para la Agencia, empleado oficialmente para la Corporación MITRE. Jack aceptó y pasó varios meses en Langley, donde escribió un trabajo titulado "Agencias y Agentes", en donde mantuvo que el terrorismo apoyado por estados es un acto de guerra. También inventó la "trampa canaria", un método para exponer la fuga de información, que trata sobre dar distintas versiones del mismo documento confidencial a cada grupo de sospechosos y ver cuál versión es la que finalmente se fuga. Al asegurarse que cada copia del documento contiene ligeras variaciones de palabras, si alguna de las copias es revelada es posible determinar quién lo hizo. Ambas proposiciones llamaron la atención del almirante James Greer, Director de Inteligencia de la CIA.
Agencias y Agentes contenía 4 secciones, cada una con un párrafo de resumen. Cada párrafo de resumen tenía 6 distintas versiones y la mezcla de estos párrafos era única en cada copia numerada del documento. El profesionalismo del trabajo, además de la adaptación, causaron que el almirante Greer le ofreciera a Jack una posición permanente en la CIA, la cual rechazó.
Mientras aún enseñaba en la Academia Naval, Jack y su familia (su esposa e hija Sally) hicieron un viaje a Londres, para vacacionar y realizar algunas investigaciones. Luego de pasar el día por los archivos de la Naval Británica haciendo una investigación para un libro sobre la guerra naval británica en el Océano Índico durante la Segunda Guerra Mundial, Ryan caminaba para re-encontrarse con su familia en el London Park. Cuando los encontró, miembros del Ejército de Liberación del Úlster, un brazo radical ultra-violento del IRA, encabezado por un hombre llamado Kevin O'Donnelll, atacaron un vehículo que transportaba al sobrino de la Reina (Lord Holmes, nótese que en el libro el personaje es el anterior Príncipe de Gales y su familia), hoy rey Carlos III de Inglaterra. Jack intervino en el ataque y lo frustró, matando a uno de los atacantes e hiriendo a otro. Durante el enfrentamiento, Ryan sufrió un impacto de bala en su hombro, por lo que pasó varios días en un hospital.
Sean Miller, el hombre capturado, juró venganza en contra de Ryan y su familia. Pero como iba para la prisión de Albany en la Isla de Wight, la peor prisión del Reino Unido, esta amenaza no parecía peligrosa. Luego de ser designado como Caballero Comandante de la Real Orden Victoriana por la reina Isabel II de Inglaterra, Ryan regresó a los Estados Unidos y a la academia, donde esta aventura pasada parecía un sueño. Pero cuando O'Donnell y la ULA rescataron a Miller en su viaje hacia Albany, el sueño se convirtió en una pesadilla para Jack y su familia, al convertirse estos en blancos de la venganza.

### Carrera en la CIA
Cuando el almirante Greer le pide a Ryan que regrese a la CIA permanentemente como analista para ayudar a rastrear a los terroristas, él rechaza la idea inicialmente, pero luego la acepta después de un ataque fallido contra él y su familia, cuando la ULA hirió de gravedad a su esposa e hija. Luego, siendo Jack anfitrión de los entonces Príncipe y Princesa de Gales en su casa en Maryland, la ULA realiza un segundo ataque contra Ryan, el cual fue repelido por él mismo. Después del incidente y el arresto del ULA, Ryan es reasignado a Londres como miembro de un grupo de contacto del Servicio Secreto de Inteligencia Británico.
La asignación de Ryan en Londres se enfocaba en la atrevida misión de asistir en la deserción de un oficial del centro de comunicaciones del KGB quien ha descubierto que el director de esta organización, Yuri Andropov, ha ordenado el asesinato del Papa Juan Pablo II antes de que el liderazgo espiritual y su carisma pudiesen crear conflicto en el este de la Europa comunista. Aunque Ryan y un grupo pequeño de agentes británicos logran salvar a "Rabbit" y a su familia, fallan en prevenir el ataque contra el Papa. Sin embargo, la deserción de "Rabbit" probó ser un enorme golpe para los servicios de inteligencia estadounidense y británicos, y Ryan sugiere una estrategia no-militar para prevenir un colapso de la Unión Soviética.
Poco después el Capitán Marko Ramius, el mayor comandante de la flota submarina soviética, toma control del Красный Октябрь (Octubre Rojo), el más reciente submarino de misiles de clase Typhoon. La misión de Ramius era probar cuán silencioso era el nuevo sistema de propulsión "caterpillar", pero Ramius seleccionó a un grupo de sus oficiales para planear una misión en la cual se trasladarían hasta la costa de los Estados Unidos para desertar.
Cuando los oficiales soviéticos en Moscú reciben una carta del mismo Ramius informándoles de esto, deciden enviar a casi toda la flota soviética al mar con la orden de encontrar y destruir al Octubre Rojo.
Luego, fotografías secretas del Octubre Rojo le son entregadas a Jack. Jack se las muestra a varios oficiales navales que están familiarizados con submarinos. De ahí se va al Pentágono y finalmente a la Casa Blanca. Con la aprobación del presidente, se crea un plan, mediante el cual el Octubre Rojo se acercaría a la costa de Estados Unidos donde sería capturado y escondido. Al mismo tiempo, un viejo submarino estadounidense sería destruido intencionalmente en las cercanías. Así, los soviéticos pensarían que el submarino hundido era el Octubre Rojo. Esto empezó una semana de intensos esfuerzos de búsqueda, donde naves de superficie, submarinos y helicópteros soviéticos, británicos y estadounidenses serían desplegados en una operación de búsqueda.
Cuando finalmente Jack y el Comandante Mancuso del submarino USS Dallas contactan al Octubre Rojo, empiezan más problemas. Ryan oye un disparo en una parte del Octubre Rojo, y aunque nunca había estado en un submarino anteriormente, recorrió sus complejos pasadizos junto con el capitán Ramius, para disparar y matar a un miembro de la tripulación, un agente del KGB encubierto, que pensaba hacer explotar el submarino.
Después de haber sido alcanzados por un torpedo de otro submarino soviético clase Alfa, el Octubre Rojo colisiona y destruye a su oponente, pudiendo así avanzar hasta un astillero de la Naval de los Estados Unidos en Norfolk, Virgina. Los desertores fueron albergados en casa de la CIA cerca de Charlottesville, VA, y Jack vuelve de regreso a casa a tiempo para la Navidad. A pesar de no ser un agente de campo de la Dirección de Operaciones de la CIA, Ryan utiliza su suerte y su entrenamiento como ex-marine para salvar el día.
Luego de este tremendo golpe, Ryan es reasignado a Langley. Ahora se ha convertido en el asistente del almirante Greer con el título oficial de Asistente Especial del Director de Inteligencia (DDI). Greer quería cada vez más y mejores posiciones para el joven y brillante analista, quizás hasta para su propio puesto cuando el veterano espía finalmente tuviera que retirarse. Así que Ryan viajó a Moscú como parte de la delegación estadounidense del equipo de negociación para la reducción de armas nucleares. Ahí conoce a Sergei Golovko, otra brillante estrella del KGB, y se vio eventualmente involucrado en una compleja red relacionada tanto con la carrera para desarrollar la "Guerra de las Galaxias" y arreglar otra defección, esta vez comprometiendo al mismo director del KGB para salvar los intereses de la CIA en su más importante informante dentro de la URSS, conocido como "El Cardenal", quien era un coronel llamado Filitov. Aunque inicialmente se conocen como adversarios, Ryan y Golovko posteriormente se hacen camaradas, tanto así que Golovko le pone a Ryan un nombre ruso: Ivan Emmetovich".
Luego Jack se toma un descanso de las intensivas confrontaciones entre los EE. UU. y la URSS para involucrarse en la guerra contra las drogas y el uso de activos militares en un trabajo normalmente realizado por la policía. Jack tuvo que rescatar a un pequeño grupo de soldados estadounidenses aislados en la selva de Colombia y luego desenmascarar una operación altamente secreta e ilegal aprobada por un Asesor Nacional de Seguridad corrupto. Lastimosamente, Jack pierde a su jefe y casi-padre, el almirante Greer, quien muere ya viejo de cáncer. Para este tiempo Jack tiene un enfrentamiento con Elizabeth Elliott, asistente de asuntos internacionales para el candidato a la presidencia J. Robert Fowler.
Cuando Ryan alcanza su mayor puesto en la CIA, director de Inteligencia para la Agencia, su carrera se ve en peligro cuando J. Robert Fowler es elegido presidente y Elizabeth Elliott es nombrada como asesora nacional de Seguridad. Elliott resulta ser, además, la amante del presidente. No solamente le negaron a Ryan todo crédito por el innovador plan de paz para el Medio Oriente, sino que además sufren de un pánico extremo cuando unos terroristas detonan una bomba nuclear en Denver, Colorado, justo cuando se jugaba la Super Bowl, y en una maniobra que por poco hunde al mundo en una guerra nuclear entre la URSS y los Estados Unidos. Una vez más, Ryan resuelve la crisis al convencer al líder soviético (Narmonov), de que todo se ha tratado de una trampa. No solamente eso, sino que además detiene a Fowler de lanzar un misil nuclear contra la ciudad iraní de Qum, donde vivía el Imám iraní que, de acuerdo con los terroristas capturados (liderados por Ibrahim Qati y el ingeniero Ismael Ghosn, ambos decapitados luego), fue quien financió la operación. Así, Ryan logra terminar prematuramente con el mandato de Fowler y también con su carrera en la CIA.

## La serie de libros de Jack Ryan incluyendo los de Jack Ryan Jr.
En orden cronológico de publicación:
1. La caza del Octubre Rojo (La caza del submarino ruso) (1984)
2. Juegos de patriotas (1987)
3. El cardenal del Kremlin (1988)
4. Peligro claro e inminente (Peligro inminente) (1989)
5. La suma de todos los miedos (Pánico nuclear) (1991)
6. Sin remordimientos (1993)
7. Deuda de honor (1994)
8. Órdenes ejecutivas (1996)
9. Rainbow Six (Operación Rainbow) (1998)
10. El Oso y el Dragón (2000)
11. Operación Conejo Rojo (Clave Red Rabbit) (2002)
12. Los dientes del tigre (Las fauces del tigre) (2003)
13. Vivo o muerto (2010)
14. En la mira
15. Threat Vector (Vector de amenaza) (2012)
16. Command Authority (2013, con Mark Greaney)
17. Full Force and Effect (2014, por Mark Greaney)
18. Under Fire (2015, por Grant Blackwood)
19. Commander in Chief (2015, por Mark Greaney)
20. Duty and Honor (2016, por Grant Blackwood)

En orden cronológico de desarrollo de la acción de las tramas:
1. Sin remordimientos: Inicio años 70
2. Juegos de patriotas: Finales años 70
3. Operación Conejo Rojo (Clave Red Rabbit): 1982
4. La caza del Octubre Rojo (La caza del submarino ruso): Inicio años 80
5. El cardenal del Kremlin: Mediados de los 80
6. Peligro inminente: Finales de los 80
7. La suma de todos los miedos (Pánico nuclear): Inicio de los 90
8. Deuda de honor: Mediados de los 90
9. Órdenes ejecutivas: Inmediatamente después del anterior
10. Rainbow Six (Operación Rainbow): Unos meses después
11. El oso y el dragón
12. Los dientes del tigre (Las fauces del tigre)
13. Vivo o muerto
14. En la mira
15. Threat Vector (Vector de amenaza)
16. Command Authority (2013, con Mark Greaney)
17. Full Force and Effect (2014, por Mark Greaney)
18. Under Fire (2015, por Grant Blackwood)
19. Commander in Chief (2015, por Mark Greaney)
20. Duty and Honor (2016, por Grant Blackwood)

## En películas
Cinco películas han sido producidas basadas en las novelas de Clancy con el protagonismo de Jack Ryan, con cuatro distintos actores tomando el papel de Ryan:
- La caza del Octubre Rojo (1990) - Alec Baldwin
- Juego de patriotas (1992) – Harrison Ford
- Peligro inminente (1994) – Harrison Ford
- The Sum of All Fears (2002) – Ben Affleck.
- Shadow Recruit (2014) - Chris Pine

La cronología de las películas ha sido alterada con respecto a la de las novelas. La película Juego de patriotas es una secuela de La caza del Octubre Rojo. Además, a pesar de que la novela La suma de todos los miedos (Pánico nuclear) aparece después que Peligro inminente, la película muestra una parte anterior de la carrera profesional de Ryan.
La suma de todos los miedos (Pánico nuclear) no es una parte de la trilogía Baldwin/Ford, sino un intento de continuación de la franquicia. La discrepancia se puede observar en el hecho de que Ryan conoce a John Clark por primera vez en Peligro inminente y que el personaje de Clark es significativamente distinto; Ryan también está casado en las primeras tres películas. A su vez, tiene diferencias notables con el libro; por ejemplo, el uso de «nazis», cuando el libro habla de alemanes de ideologías pseudocomunistas.
Jack Ryan: Código Sombra (Jack Ryan: Operación Sombra), ambientada en el siglo XXI, presenta un joven Jack Ryan iniciándose como colaborador de la CIA y en su relación con Cathy, que luego se convertirá en su esposa. Esta película no está basada en los libros de Tom Clancy y no mantiene la continuidad argumental con las películas anteriores. Podría considerase un reboot.

## En series
- Jack Ryan (Amazon Prime Video, 2018-2023) - John Krasinski